# 1964. évi téli olimpiai játékok
Az 1964. évi téli olimpiai játékok, hivatalos nevén a IX. téli olimpiai játékok egy több sportot magába foglaló nemzetközi sportesemény volt, melyet 1964. január 29. és február 9. között rendeztek meg az ausztriai Innsbruckban.

## Fontosabb események
- Ismét szerepelt a műsorban a kettes és négyes bob verseny. Síugrásban közép és nagy-sáncban is külön versenyt rendeztek. Sífutás a női 5 kilométeres számmal bővült. Szánkózást első alkalommal rendeztek, férfi egyes, kettes és női egyesben.
- Műkorcsolya párosban a szovjet Ljudmila Belouszova-Oleg Protopopov nyert. A második helyen végzett Marika Kilius-Hans-Jürgen Bäumler német párosnak vissza kellett adnia később az ezüstérmet, mert az olimpia előtt előszerzödést kötöttek egy jégrevüvel.
- Ligyija Szkoblikova a gyorskorcsolyázás mind a négy számában aranyérmes lett.
- A Szovjetunió jégkorongcsapata veretlenül nyerte a tornát Svédország és Csehszlovákia előtt, a Kanadai együttes csak negyedik lett.

## Versenyszámok
| Sportág / Szakág  | Versenyszámok száma | Versenyszámok száma | Versenyszámok száma | Versenyszámok száma |
| Sportág / Szakág  | Férfi               | Női                 | Vegyes              | Összes              |
| ----------------- | ------------------- | ------------------- | ------------------- | ------------------- |
| Alpesisí          | 3                   | 3                   | 0                   | 6                   |
| Biatlon           | 1                   | 0                   | 0                   | 1                   |
| Bob               | 2                   | 0                   | 0                   | 2                   |
| Északi összetett  | 1                   | 0                   | 0                   | 1                   |
| Gyorskorcsolyázás | 4                   | 4                   | 0                   | 8                   |
| Jégkorong         | 1                   | 0                   | 0                   | 1                   |
| Műkorcsolya       | 1                   | 1                   | 1                   | 3                   |
| Sífutás           | 4                   | 3                   | 0                   | 7                   |
| Síugrás           | 2                   | 0                   | 0                   | 2                   |
| Szánkó            | 2                   | 1                   | 0                   | 3                   |
| Összesen          | 21                  | 12                  | 1                   | 34                  |

## Éremtáblázat
(A táblázatban a rendező ország csapata eltérő háttérszínnel, az egyes számoszlopok legmagasabb értéke, vagy értékei vastagítással kiemelve.)
| Az 1964. évi téli olimpiai játékok éremtáblázatának első tíz helyezettje | Az 1964. évi téli olimpiai játékok éremtáblázatának első tíz helyezettje | Az 1964. évi téli olimpiai játékok éremtáblázatának első tíz helyezettje | Az 1964. évi téli olimpiai játékok éremtáblázatának első tíz helyezettje | Az 1964. évi téli olimpiai játékok éremtáblázatának első tíz helyezettje | Olimpia  |
| ------------------------------------------------------------------------ | ------------------------------------------------------------------------ | ------------------------------------------------------------------------ | ------------------------------------------------------------------------ | ------------------------------------------------------------------------ | -------- |
|                                                                          | Ország                                                                   | Arany                                                                    | Ezüst                                                                    | Bronz                                                                    | Összesen |
| 1.                                                                       | Szovjetunió (URS)                                                        | 11                                                                       | 8                                                                        | 6                                                                        | 25       |
| 2.                                                                       | Ausztria (AUT)                                                           | 4                                                                        | 5                                                                        | 3                                                                        | 12       |
| 3.                                                                       | Norvégia (NOR)                                                           | 3                                                                        | 6                                                                        | 6                                                                        | 15       |
| 4.                                                                       | Finnország (FIN)                                                         | 3                                                                        | 4                                                                        | 3                                                                        | 10       |
| 5.                                                                       | Franciaország (FRA)                                                      | 3                                                                        | 4                                                                        | 0                                                                        | 7        |
| 6.                                                                       | Egyesült Német Csapat (EUA)                                              | 3                                                                        | 3                                                                        | 3                                                                        | 9        |
| 7.                                                                       | Svédország (SWE)                                                         | 3                                                                        | 3                                                                        | 1                                                                        | 7        |
| 8.                                                                       | Egyesült Államok (USA)                                                   | 1                                                                        | 2                                                                        | 4                                                                        | 7        |
| 9.                                                                       | Kanada (CAN)                                                             | 1                                                                        | 1                                                                        | 1                                                                        | 3        |
| 10.                                                                      | Hollandia (NED)                                                          | 1                                                                        | 1                                                                        | 0                                                                        | 2        |

## Részt vevő nemzeti olimpiai bizottságok
- Egyesült Államok (USA) (90 – 71 férfi, 19 nő)
- Argentína (ARG) (12 – 11 férfi, 1 nő)
- Ausztrália (AUS) (5 – 3 férfi, 2 nő)
- Ausztria (AUT) (83 – 69 férfi, 14 nő)
- Belgium (BEL) (8 – 7 férfi, 1 nő)
- Bulgária (BUL) (7 – 3 férfi, 4 nő)
- Csehszlovákia (TCH) (46 – 36 férfi, 10 nő)
- Chile (CHI) (5 – 5 férfi)
- Dánia (DEN) (2 – 2 férfi)
- Dél-Korea (KOR) (7 – 5 férfi, 2 nő)
- Észak-Korea (PRK) (13 – 6 férfi, 7 nő)
- Finnország (FIN) (52 – 46 férfi, 6 nő)
- Franciaország (FRA) (24 – 15 férfi, 9 nő)
- Görögország (GRE) (3 – 3 férfi)
- Hollandia (NED) (6 – 4 férfi, 2 nő)
- India (IND) (1 – 1 férfi)
- Irán (IRI) (4 – 4 férfi)
- Izland (ISL) (5 – 5 férfi)
- Japán (JPN) (47 – 41 férfi, 6 nő)
- Jugoszlávia (YUG) (31 – 29 férfi, 2 nő)
- Kanada (CAN) (55 – 43 férfi, 12 nő)
- Lengyelország (POL) (51 – 40 férfi, 11 nő)
- Libanon (LIB) (4 – 4 férfi)
- Liechtenstein (LIE) (6 – 6 férfi)
- Magyarország (HUN) (28 – 22 férfi, 6 nő)
- Mongólia (MGL) (13 – 10 férfi, 3 nő)
- Nagy-Britannia (GBR) (36 – 27 férfi, 9 nő)
- Egyesült Német Csapat (EUA) (96 – 73 férfi, 23 nő)
- Norvégia (NOR) (58 – 51 férfi, 7 nő)
- Románia (ROU) (27 – 27 férfi)
- Olaszország (ITA) (61 – 53 férfi, 8 nő)
- Spanyolország (ESP) (6 – 6 férfi)
- Svájc (SUI) (72 – 60 férfi, 12 nő)
- Svédország (SWE) (57 – 49 férfi, 8 nő)
- Szovjetunió (URS) (69 – 53 férfi, 16 nő)
- Törökország (TUR) (5 – 5 férfi)